# Bosc Nacional Allegheny
El Bosc Nacional Allegheny (Allegheny National Forest) és l'únic bosc nacional dins de Pennsilvània (Estats Units). Inclou la presa Kinzua i l'embassament Allegheny a l'altiplà d'Allegheny, localitzat al nord-oest de l'estat. El bosc conté la major extensió de bosc primari de Pennsilvània localitzat a les Tionesta Scenic and Research Natural Areas (Àrees naturals escèniques de recerca Tionesta). També conté 16 quilòmetres del sender North Country.:255–263